# Издръжка на живот
Издръжката за живот или цената на живота e теоретична концепция, която се отнася до средната стойност на потребление на домакинствата в дадена област, необходима за поддържане на определен стандарт на живот.
Промените в разходите за живот във времето се отразяват в индекса на потребителските цени (понякога наричан „индекс на разходите за живот“). Непрекъснатото покачване на индекса на потребителските цени се нарича инфлация, а непрекъснатият спад се нарича дефлация.